# Drama (miasto)
Drama (gr. Δράμα) − miasto w Grecji, w administracji zdecentralizowanej Macedonia-Tracja, w regionie Macedonia Wschodnia i Tracja, w jednostce regionalnej Drama. Siedziba gminy Drama. W 2011 roku liczyło 44 823 mieszkańców.
W mieście rozwinął się przemysł skórzany, młynarski oraz tytoniowy.
W skład państwa nowogreckiego Drama weszła w 1912, wskutek I wojny bałkańskiej. Po traktacie lozańskim i pod nadzorem Ligi Narodów, stopniowo przeprowadzono w mieście i w jego okolicach wymianę ludności. Ludność muzułmańska oraz część ludności słowiańskojęzycznej zostały przesiedlone do Turcji i do Bułgarii (Słowianie przeważnie na zasadzie dobrowolności), a z krajów tych przybyli tu greccy ekspatrianci.
Z Dramy pochodzi Anna Korakaki, grecka strzelczyni sportowa specjalizująca się w strzelaniu z pistoletu, złota i brązowa medalistka olimpijska z Rio de Janeiro.